# Catherine Woodville
Catherine Woodville (1458 – 18 maggio 1497) è stata una nobile inglese.

## Biografia
Era figlia di Richard Woodville, primo conte Rivers, e Giacometta di Lussemburgo.
Sua sorella maggiore Elisabetta divenne regina consorte dopo aver sposato Edoardo IV d'Inghilterra.
Prima dell'incoronazione di Elisabetta nel maggio del 1465, Catherine andò sposa a Henry Stafford; entrambi gli sposi erano ancora bambini.
La coppia ebbe quattro figli:

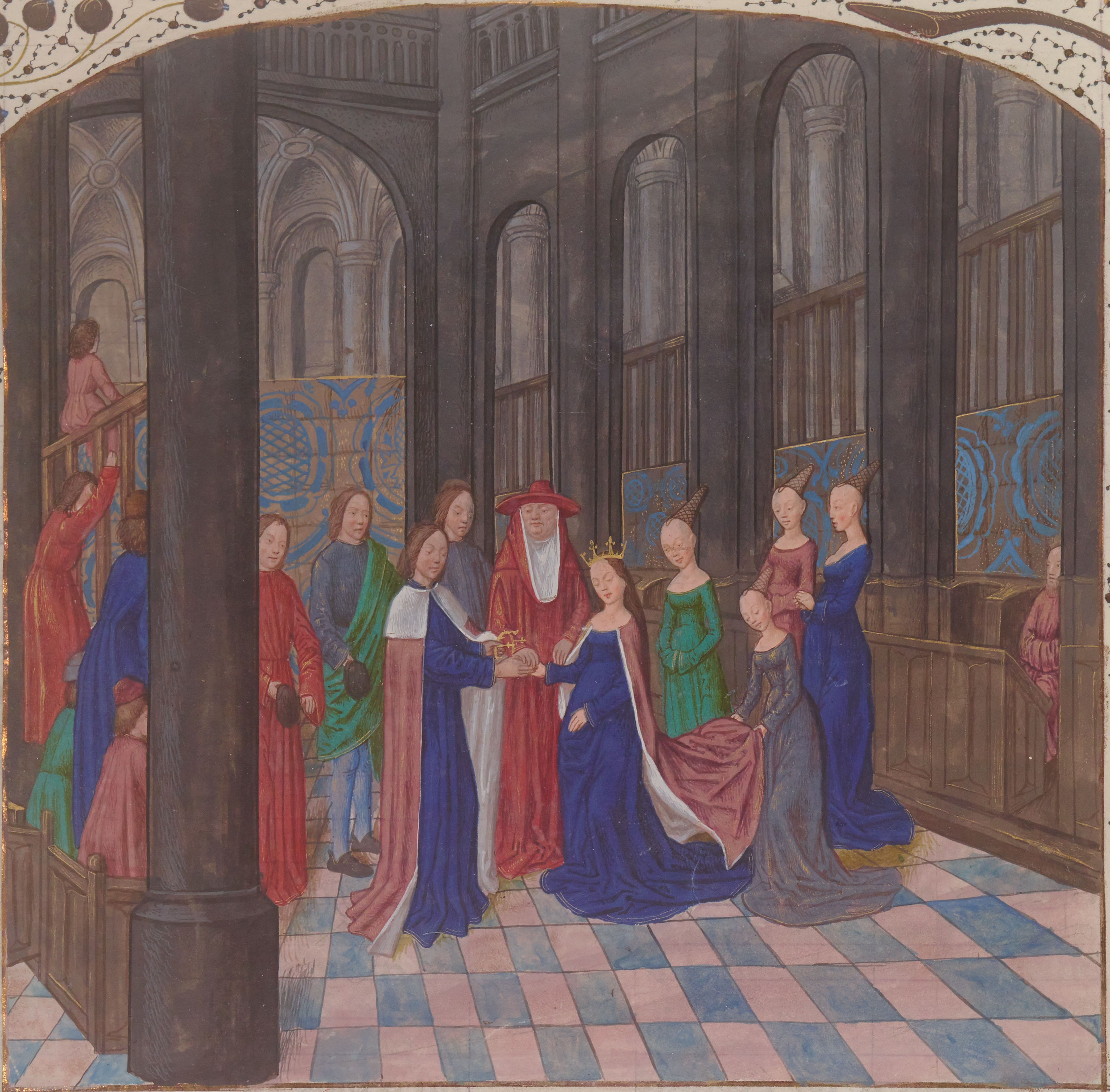
Miniatura del matrimonio con Stafford

- Edward Stafford, III duca di Buckingham (3 febbraio 1478 – 17 maggio 1521)
- Elizabeth Stafford (ca. 1479 – 11 maggio 1532), contessa di Sussex
- Henry Stafford, III conte di Wiltshire (c. 1479 – 6 aprile 1523)
- Anne Stafford (c. 1483–1544), contessa di Huntingdon

Quello di Catherine fu uno dei tanti vantaggiosi matrimoni che la regina riuscì ad organizzare per i suoi numerosi fratelli con i rampolli delle più nobili famiglie inglesi. L'intento di far aumentare prestigio e benessere alla famiglia causò, tuttavia, il malcontento della nobiltà e della Camera dei comuni.
Uno dei nemici più acerrimi dei Woodville si rivelò essere Richard Neville, XVI conte di Warwick; questi, dapprima sostenitore Yorkista, ruppe la sua alleanza con Edoardo IV in seguito al matrimonio tra il re ed Elisabetta. Nel 1469 Warwick ordinò l'esecuzione del padre di Catherine e di suo fratello John Woodville, fatti prigionieri quando l'esercito del re fu sconfitto dai ribelli nella battaglia di Edgecote Moor.
Nel 1483 le fortune della famiglia Woodville finirono con la morte di Edoardo IV in aprile. Elisabetta, come madre del giovane Edoardo V d'Inghilterra, divenne regina madre, tuttavia nel giugno del 1483 il suo matrimonio venne giudicato invalido avendo Edoardo IV stipulato un pre-contratto di nozze con Lady Eleanor Talbot. Il fratello del re Riccardo duca di Gloucester e Lord Protector reclamò la corona il 22 giugno attraverso un Act of Parliament, conosciuto come Titulus Regius, che dichiarava inoltre Edoardo V e i fratelli figli illegittimi.
Elisabetta fu costretta a trovar rifugio in un santuario con le figlie mentre i due figli Edoardo e Riccardo, i principi nella Torre, furono rinchiusi nella Torre. Il 25 giugno 1483 Riccardo III ordinò l'esecuzione del fratello di Anne Antonio Woodville, conte Rivers, e di Richard Grey, figlio di Elisabetta e del primo marito Sir John Grey di Groby.
Nel 1483, il duca di Buckingham dapprima si alleò e aiutò il fratello del defunto re Edoardo IV, Riccardo duca di Gloucester, a succedere al trono al posto del piccolo Edoardo V. Successivamente, però, si mise a capo di una rivolta per spodestarlo e mettere al suo posto Enrico Tudor, il quale si trovava in esilio in Bretagna. Il complotto fallì e Buckingham venne giustiziato per tradimento il 2 novembre 1483.

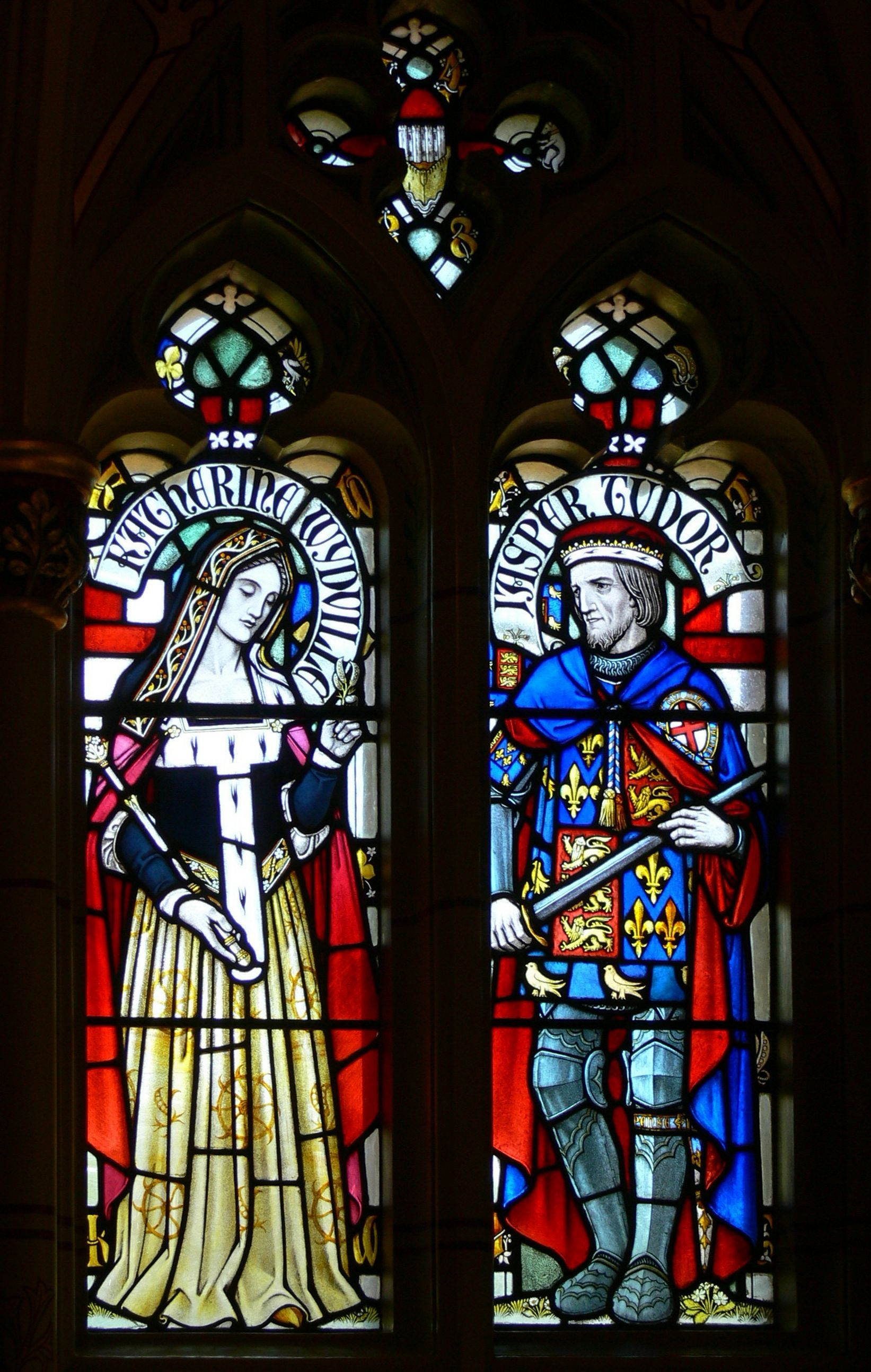
Catherine Woodville e Jasper Tudor

Dopo che Riccardo III fu stato sconfitto e ucciso nella battaglia di Bosworth Field da Enrico Tudor, nel 1485, Catherine sposò lo zio del nuovo re, Jasper Tudor, il 7 novembre 1485. Non ebbero figli. 
Dopo la morte del secondo marito nel dicembre 1495, Catherine si risposò, per la terza volta, con Richard Wingfield.